# Egészségügyi betét

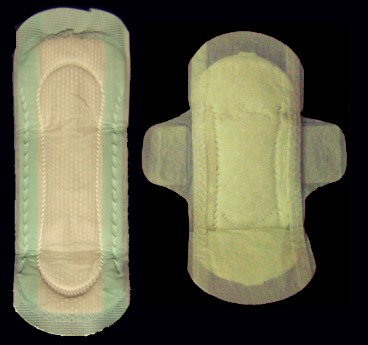
Szárny nélküli és szárnyas intimbetét

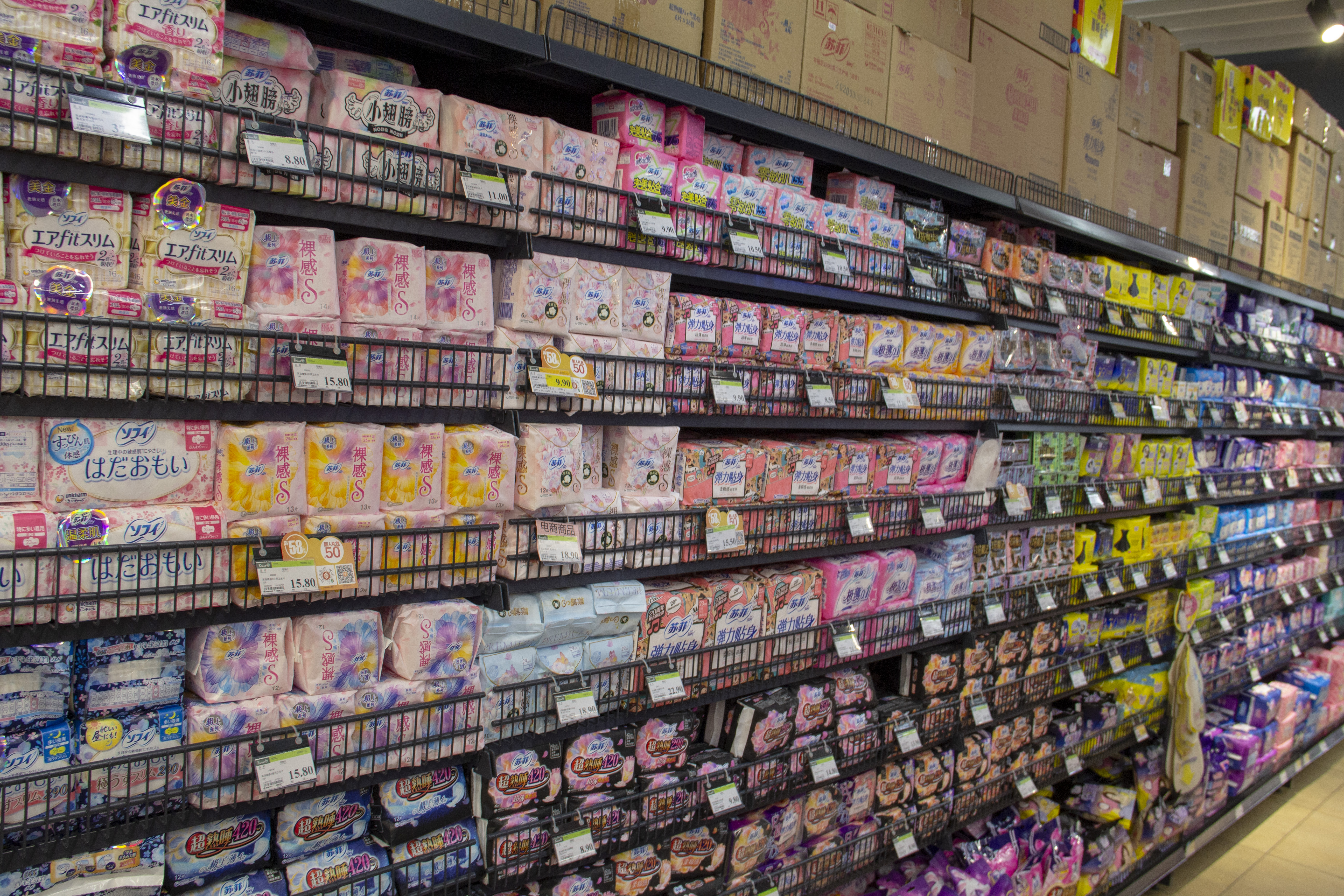
Eldobható egészségügyi betétek egy üzlet polcain

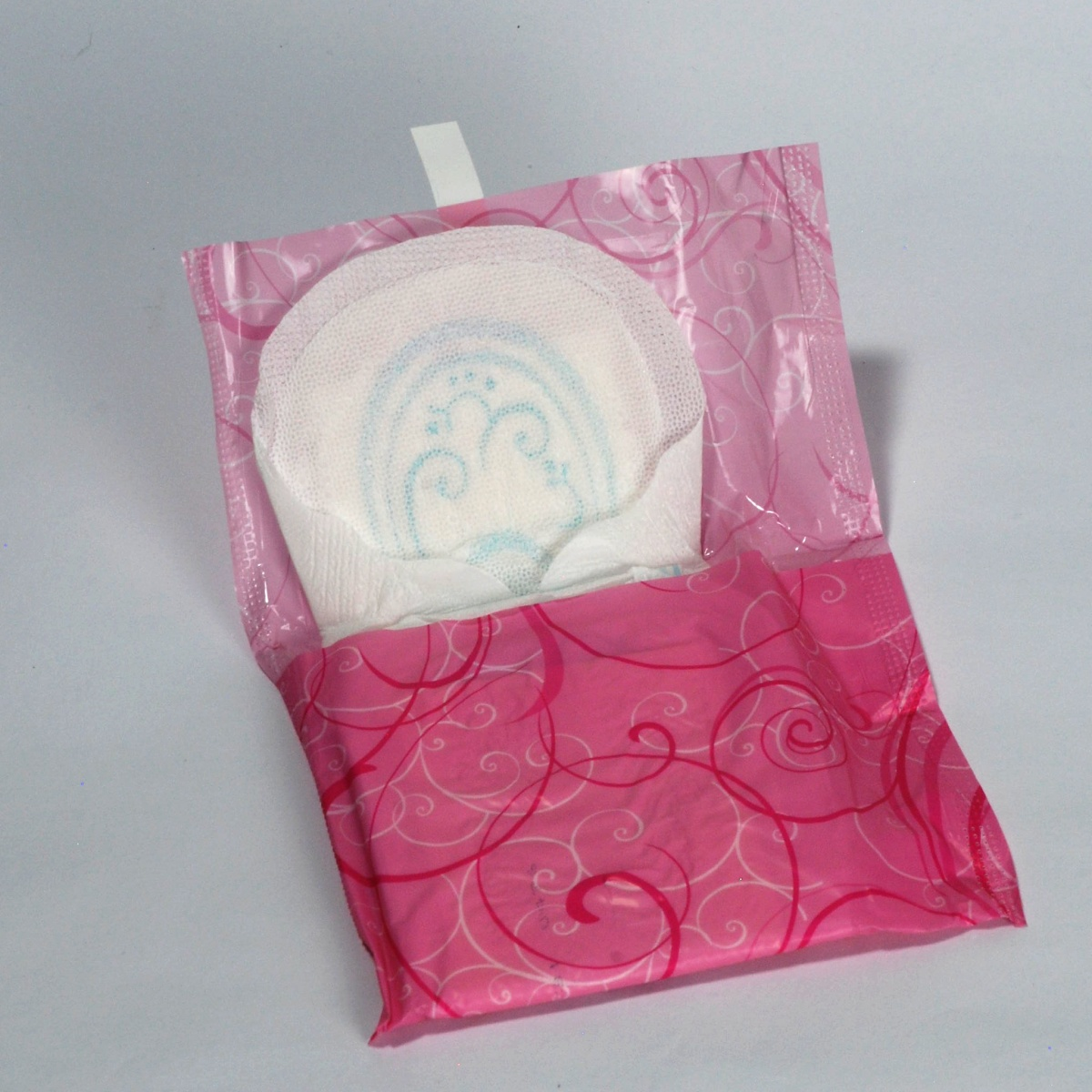
Eldobható betét visszazáródó csomagolásban

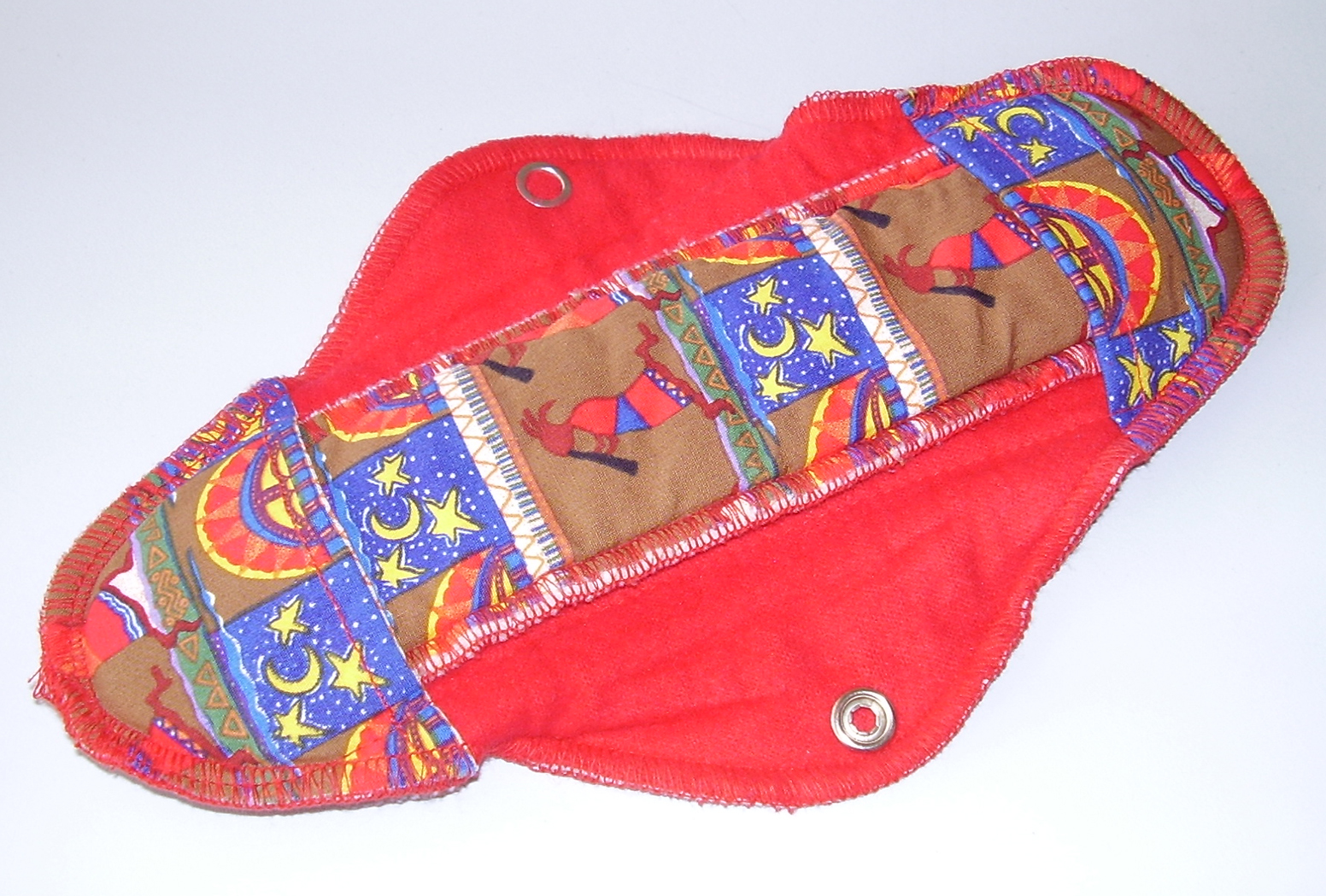
Patenttal rögzíthető mosható egészségügyi betét

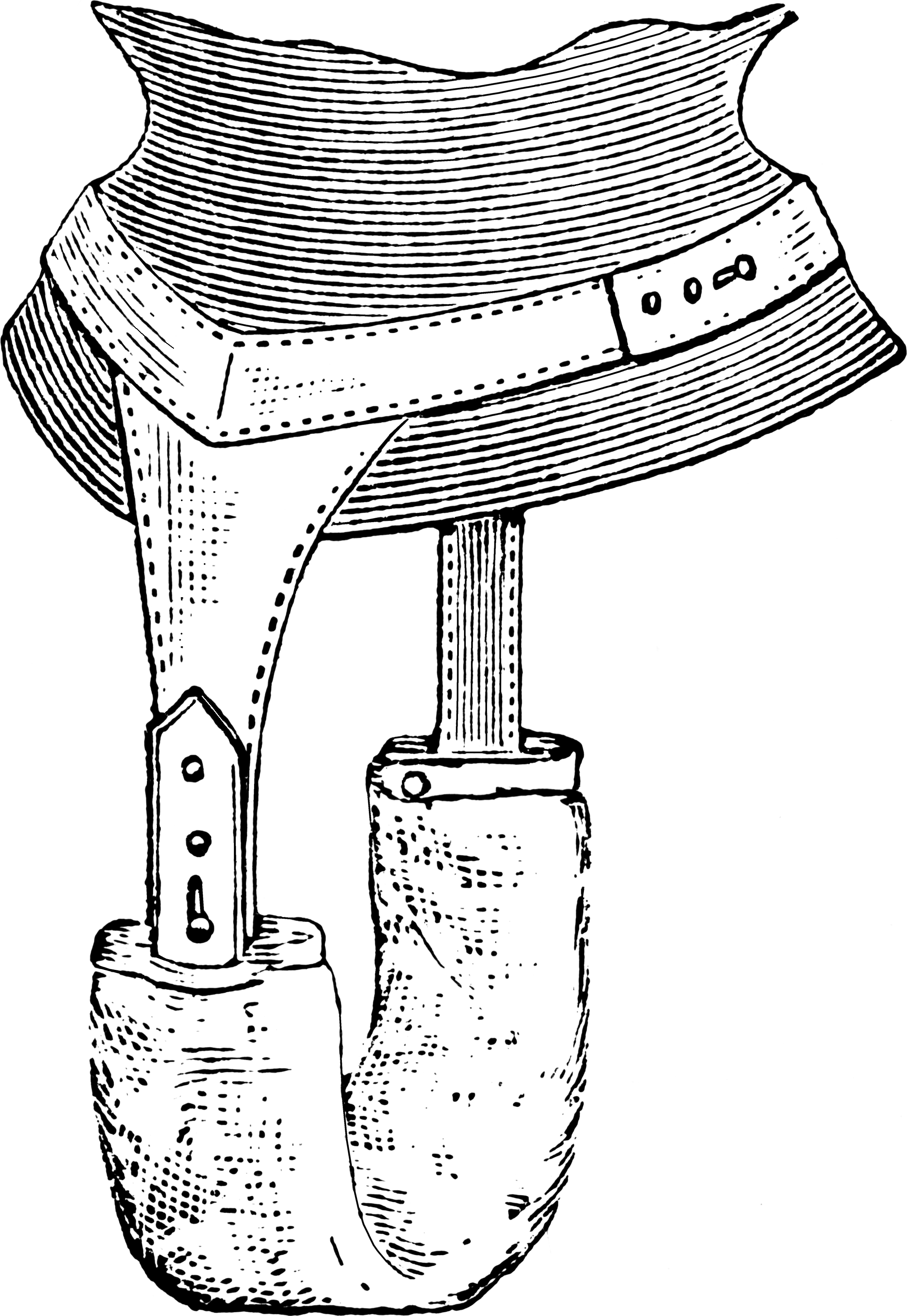
Felcsatolható egészségügyi betét 1905-ből

Az egészségügyi betét vagy intimbetét főképp a menstruációs vér felfogását, felszívását szolgáló betét, melyet az alsóneműre ragasztva vagy csatolva viselnek a nők. Az egészségügyi betéteket használják még szülés illetve nőgyógyászati műtétek után is. A tamponnal és a menstruációs csészével ellentétben az egészségügyi betétek külsőleg használandók. Az egészségügyi betéteket nem szabad összetéveszteni az inkontinencia-betétekkel, mert ugyan hasonló elven működnek, az intimbetétek nem alkalmasak a vizelet felfogására, ami irritálhatja a bőrt, ha nem a megfelelő terméket használják.

## Típusai

### Eldobható betétek
Az eldobható betéteknek számos típusa létezik, igazodva a nők igényeihez, valamint a menstruáció, illetve folyás mértékéhez is. Ezeket a betéteket darabonként csomagolják, majd egységcsomagokban értékesítik őket. A használt betétet a saját csomagolásába lehet visszatekerni és úgy kidobni.
Az eldobható termékek pontos összetételét a gyártók nem szokták elárulni, azonban a legtöbb termék műselyem, pamut és műanyagok felhasználásával készül. A betét alja műanyagból van, melyre nedvszívó réteg kerül, ami szuperabszorbens polimerből áll, amely folyadékkal érintkezve géllé alakul. A Procter & Gamble Infinicel néven levédett, titkos formulájú nedvszívó réteget alkalmaz. A felső (például pamut) réteg átengedi a nedvességet, a középső, nedvszívó réteg megfogja és géllé alakítja, az alsó műanyag réteg pedig nem engedi kiszivárogni. Az alsó rétegre kívül ragasztó kerül, aminek a segítségével a betét nem mozdul el a fehérneműn. Akárcsak az eldobható tamponok és pelenkák esetében, az egészségügyi betéteket is nehéz újrahasznosítani, illetve nagyon költséges.
Az eldobható egészségügyi betétek egyik típusa a tisztasági betét, mely kisebb nedvszívó képességgel rendelkezik, mint a menstruáció idején használt betétek, általában vékonyabb is. A feladata a természetes hüvelyi folyás felfogása, hogy az ne áztassa át az alsóneműt. Az ilyen betétek különféle alakokban is kaphatók, hogy illeszkedjenek a fehérnemű típusához, például tangával is hordhatók.
A menstruáció idején használt betétek különféle méretekben kaphatók, melyek elnevezése márkánként változó lehet (például: normál, plus, super plus, maxi, éjszakai, éjszakai maxi). A nedvszívó-képességet is jelölik a csomagoláson.

### Mosható betétek
Az eldobható termékek egyik alternatívája a mosható betét, mely gazdaságosabb és környezetbarátabb megoldás lehet a menstruáló nők számára. Valamilyen nedvszívó anyagból, leggyakrabban pamutból vagy kenderből készülnek, de felhasználnak más anyagokat is, úgymint bambuszt, gyapjút, selymet vagy laminált poliuretánt (PUL). Kísérleteznek például faszénréteggel is a jobb nedvszívás érdekében. Használatukat követően kimoshatók, száríthatók és újból használhatók.

## Története
Az emberiség történelme folyamán a nők sokféle eszközt alkalmaztak a menstruációjuk idején. Az egészségügyi betétet már a 10. században keletkezett Szuda-lexikon is említi, mikor is a 4. században élt alexandriai Hüpatia egy udvarlójához hozzávágta menstruációs rongyait, ezzel próbálva meg kedvét szegni. Mielőtt megjelentek volna a modern betétek, a nők jobbára egy darab rongyot használtak az alsóneműjükben. Afrikában füvet használtak, az egyiptomiak pedig valószínűleg papiruszt.
Az Egyesült Királyságban Southall forgalmazta az első, kereskedelmi forgalomba kerülő egészségügyi betéteket, az első ismert hirdetés 1888-ból való. Az Egyesült Államokban is ekkor kezdték forgalmazni a Johnson & Johnson eldobható betéteit. Az eldobható betéteket a farost kötszerekre lehet visszavezetni, melyeket a nővérek használtak menstruációs rongyként és elég olcsó volt ahhoz, hogy eldobható lehessen. A cellulózvattából készült, gézbe tekert Kotex-termékek első hirdetése 1921-ben jelent meg. Az első eldobható kereskedelmi termékek nem voltak túl megfizethetők, és a nők nem szívesen vásárolták az üzletekben, ezért pénzgyűjtő dobozba tehették az árát és maguk elvehették a polcról, hogy ne kelljen az eladóval beszélni róla.
A korai egészségügyi betétek felcsatolható kivitelben készültek, övvel rögzítve, az övhöz tűzték hozzá a betétet. 1956-ban Mary Kenner szabadalmaztatott egy olyan megoldást, ahol az öv szabályozható volt, megakadályozva így a betét elcsúszását, azonban amikor az érdeklődő gyártó megtudta, hogy a feltaláló afroamerikai, elállt a szerződéstől. Az 1970-es években jelentek meg a felragasztható egészségügyi betétek, amelyek forradalmasították a betétipart. Az 1980-as évekre az öves megoldások így feleslegessé váltak. A 90-es években született meg a nedvszívó gélréteg, ami komfortosabbá tette a termékeket.
A 2010-es évek végén újra népszerűvé váltak az újrahasználható termékek, köztük a mosható egészségügyi betétek is. Ennek egyik oka a nagyobb környezettudatosság, valamint a gazdaságosság.

## Fordítás
- Ez a szócikk részben vagy egészben  a   Sanitary napkin című angol Wikipédia-szócikk fordításán alapul.  Az eredeti cikk szerkesztőit annak laptörténete sorolja fel. Ez a jelzés csupán a megfogalmazás eredetét és a szerzői jogokat jelzi, nem szolgál a cikkben szereplő információk forrásmegjelöléseként.